# West-Zeeuws-Vlaanderen

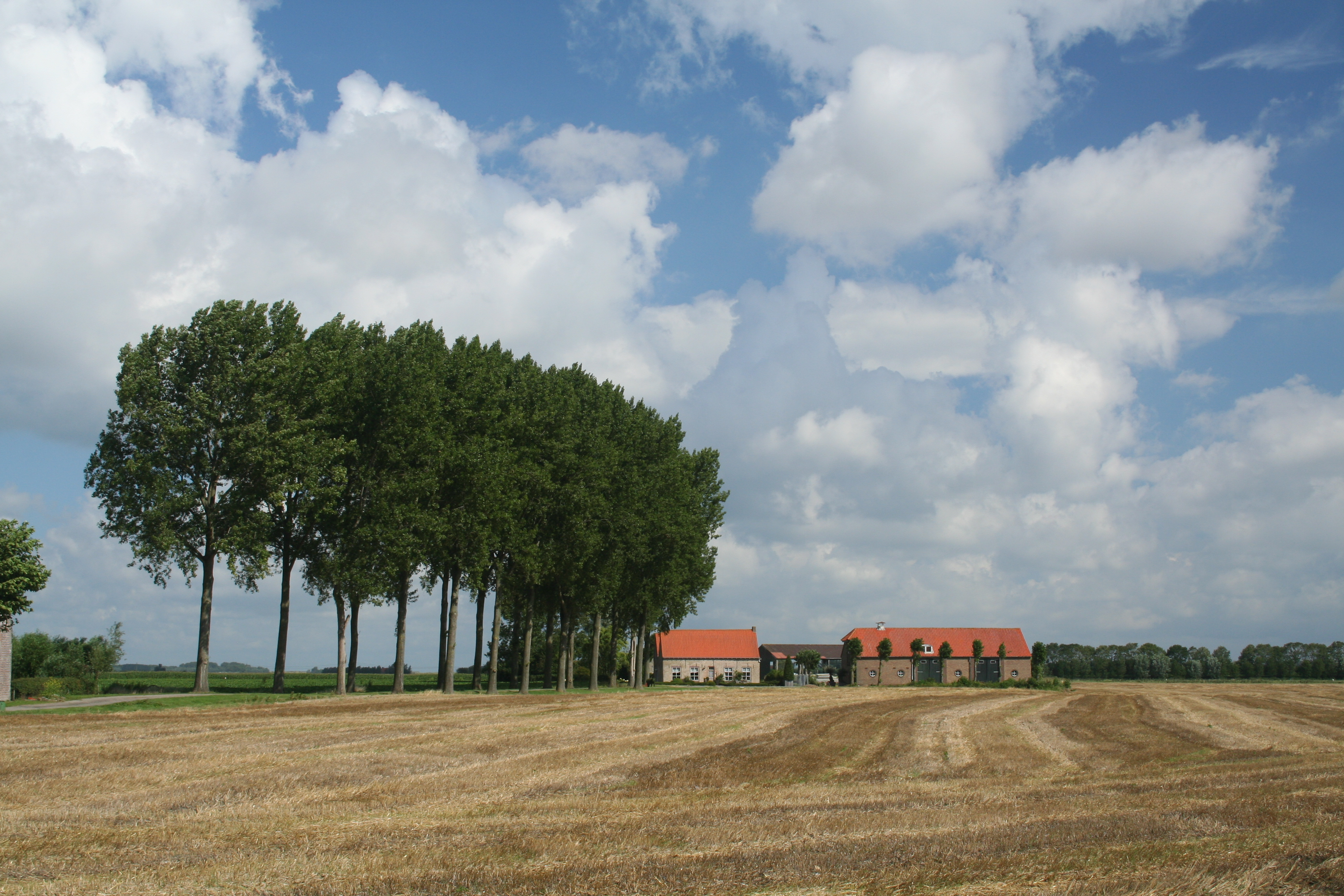
Landschap nabij Sluis

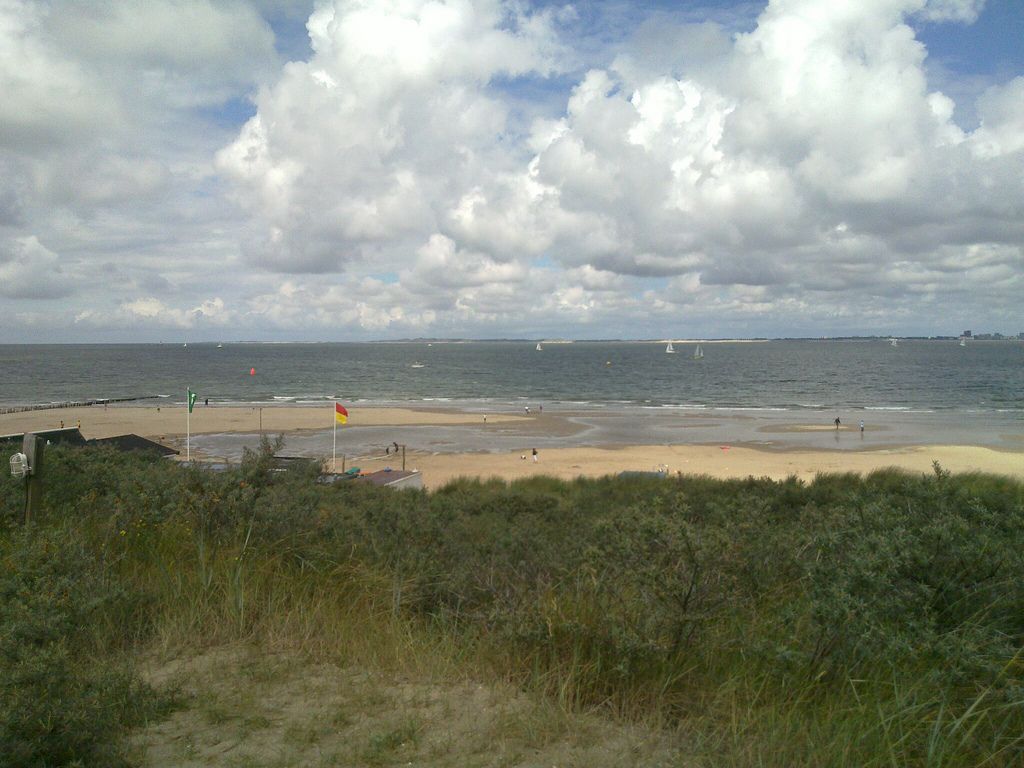
Het strand van Breskens

West-Zeeuws-Vlaanderen is een streek in Zeeuws-Vlaanderen die het gebied ten westen van de Braakman omvat. Tot 1953 lag dit gebied tamelijk geïsoleerd van Oost-Zeeuws-Vlaanderen, want het was er via Nederland slechts door één weg mee verbonden, namelijk de weg van IJzendijke naar Philippine.
Het gebied vormde van 1941 tot 1999 ook een afzonderlijk waterschap, dat het Vrije van Sluis heette. Het heeft een eigen karakter en men spreekt hier een West-Vlaams dialect. Het gebied stond vroeger sterk onder de invloed van Brugge. Tegenwoordig valt vrijwel geheel West-Zeeuws-Vlaanderen onder de gemeente Sluis, alleen het West-Zeeuws-Vlaamse dorp Biervliet behoort bij de gemeente Terneuzen, die verder grotendeels in Oost-Zeeuws-Vlaanderen ligt en ook het Braakmangebied omvat.
West-Zeeuws-Vlaanderen wordt wel het Land van Cadzand genoemd, naar het Eiland van Cadzand, dat een van de oudere delen van het gebied is. Godsdienstig gezien was het een heterogeen gebied. Het kustgebied was voor het merendeel protestants. Dit betreft vooral de plaatsen Nieuwvliet, Zuidzande, Retranchement en Cadzand. Ook Groede, Schoondijke, en Breskens waren goeddeels protestants, terwijl in zuidelijker gelegen dorpen juist de katholieken in de meerderheid waren.
West-Zeeuws-Vlaanderen is een agrarisch gebied. Landbouwers verbouwen er voornamelijk aardappelen, tarwe, suikerbieten, gerst, vlas en koolzaad. Veeteelt en tuinbouw zijn nauwelijks van belang, evenmin als industrie. Wel speelt het toerisme er een grote rol, vooral aan de kust. Verder is er een zeehaven/visserijhaven te Breskens. De plaats Sluis is van oudsher een vooral bij Belgen en Britten bekend koopstadje.
Het gebied bestaat vooral uit zeekleipolders, die soms door kreken van elkaar gescheiden zijn. De binnendijken zijn vaak nog intact en heel bijzonder is de beplanting ervan met knotwilgen, die hier indrukwekkende vormen aannemen. Slechts het uiterste zuiden van West-Zeeuws-Vlaanderen kent enkele kleine pleistocene gebieden die het nabije Zandig Vlaanderen aankondigen.
Sinds de afsluiting van de Braakman in 1953 zijn de verbindingen met Oost-Zeeuws-Vlaanderen sterk verbeterd. Er is een nieuwe weg gekomen van Biervliet via Hoek naar Terneuzen.
De verbinding met Walcheren, waar West-Zeeuws-Vlaanderen sterk op was georiënteerd, is echter slechter geworden door de opening van de Westerscheldetunnel in 2003, waarop de Veerdienst Breskens-Vlissingen met kleinere boten, en nog slechts voor fietsers en voetgangers, ging varen, en dit ook met een lagere frequentie.
Het gebied is in 2005 aangewezen als onderdeel van Nationaal Landschap Zuidwest-Zeeland.